# Adedayo Odeleye
Adedayo Odeleye (17 ottobre 1997) è un giocatore di football americano nigeriano naturalizzato britannico, che gioca come defensive end per i Baltimore Ravens.